# Gerry Rafferty

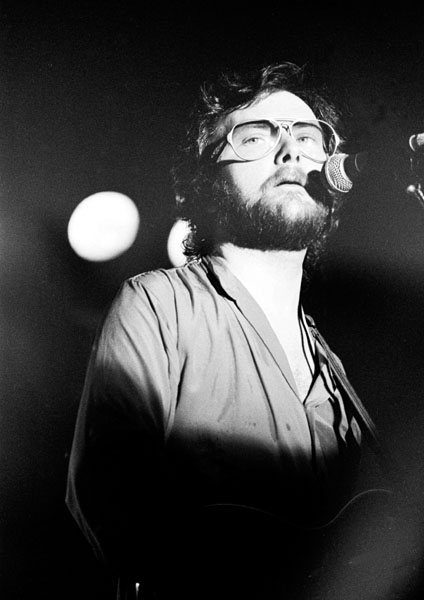
Gerry Rafferty (1980)

Gerald „Gerry“ Rafferty (* 16. April 1947 in Paisley; † 4. Januar 2011 in Stroud) war ein britischer Folk-Rock-Singer-Songwriter. Seine Komposition Baker Street machte ihn 1978 weltbekannt. Als Raffertys größte musikalische Stärke wurde sein Gespür für Melodien gewürdigt.

## Leben
Gerry Rafferty wurde 1947 im schottischen Paisley als drittes Kind des irischen Bergarbeiters Joseph Rafferty († 1963) und dessen schottischer Frau Mary Skeffington geboren. In seiner Jugend litt er unter der Gewalt und Missachtung seines alkoholabhängigen Vaters. Seine Mutter ging häufig mit ihm, ihrem jüngsten Kind, so lange spazieren, bis der Vater nach Arbeitsende und Pub-Besuch eingeschlafen war.
1963 brach er die Schule ab und arbeitete mit 16 Jahren zunächst in einer Metzgerei. An den Wochenenden spielten er und sein Schulfreund Joe Egan in einer Popgruppe, den Mavericks. 1965 lernte er seine spätere Ehefrau Carla Ventilla, eine 15-jährige italienischstämmige Friseur-Auszubildende, in einem Tanzlokal kennen. Er bekam mit ihr 1972 eine Tochter, die später für ihn arbeitete.
In den Achtzigern verfiel er zunehmend dem Alkohol, weshalb seine Frau sich 1990 von ihm scheiden ließ. Sie blieb jedoch bis zu seinem Tode mit ihm in Kontakt.

### Musikalischer Werdegang
Seine frühen musikalischen Erfahrungen waren katholische Kirchenchoräle, traditionelle Folk-Musik und die populäre Musik der 1950er-Jahre. Mit 21 Jahren begann Rafferty, als Sänger und Gitarrist professionell Lieder zu schreiben, und suchte nach Gelegenheiten für öffentliche Auftritte. So verdiente er in seinen frühen Jahren Geld mit damals illegalen Auftritten als Straßenmusikant in den Passagen der Londoner U-Bahn.
Gegen Ende der 1960er Jahre spielte er bei der Beatformation Fifth Column, bevor er zusammen mit Billy Connolly und Tam Harvey das dritte Mitglied der Folk-Band The Humblebums wurde. Deren Live-Auftritte waren durch Connollys komödiantisches Talent und Raffertys Pop-Rock-Kompositionen durchaus populär, ihre Alben blieben aber kommerziell erfolglos. Zusammen mit seinem Schulfreund Joe Egan und anderen gründete sich 1972 die Folk-Rock-Band Stealers Wheel, die als Großbritanniens Antwort auf Crosby, Stills, Nash & Young gehandelt wurde. Sie erzielten 1973 immerhin einen Top-Ten-Hit mit Stuck in the Middle with You, der 1992 in Quentin Tarantinos Film Reservoir Dogs – Wilde Hunde ein zweites Mal ein größeres Publikum erreichte. Einige weitere Titel konnten an diesen kommerziellen Erfolg trotz Top-200-Platzierungen nicht mehr anknüpfen, und 1975 löste sich die Gruppe auf. Rechtsstreitigkeiten zwischen den Musikern hielten bis 1978 an.

### Solokarriere
Parallel dazu arbeiteten Egan und Rafferty als Solokünstler: 1971 veröffentlichte Gerry Rafferty ein eigenes Album mit dem Titel Can I Have My Money Back? in Zusammenarbeit mit Egan; es war trotz der melodiös-eingängigen Folk-Rock-Songs kommerziell nicht sonderlich erfolgreich. International erfolgreich wurde Gerry Rafferty 1978 mit der LP City to City. Das ausgekoppelte Lied Baker Street erreichte in gekürzter und überarbeiteter Form weltweit Spitzenpositionen in den Hitparaden und ließ das Album weiter in den Charts steigen. Baker Street hat eines der bekanntesten Saxophon-Soli (eigentlich ein Riff, das mehrfach variiert wird) der Pop-Rock-Geschichte. Die Nachfolge-LP Night Owl erreichte 1979 die britischen Top 10, die Single Get It Right Next Time die UK Top 40, insgesamt konnte er aber nicht mehr an den Vorjahreserfolg anknüpfen.
Gerry Raffertys nachfolgende Veröffentlichungen – auch sein von der Kritik wohlwollend aufgenommenes Album Snakes and Ladders (1980) – waren finanziell nicht mehr so einträglich, was mit der Übernahme des Plattenlabels Liberty-United Records durch EMI Records einherging. Sein 1982 – wieder vom Liberty-Label – herausgebrachtes Album Sleepwalking hatte durchaus Potenzial zu einem Bestseller. Auch dieses von der Kritik gelobte Album wurde von Radiostationen seltener als seine Vorgängeralben gespielt, woraufhin sich Rafferty in den familiären Bereich zurückzog. 1983 trug er mit The Way It Always Starts zum Soundtrack der britischen Komödie Local Hero mit Burt Lancaster bei.
Mit North and South (1988) schien noch einmal ein Comeback zu gelingen. Der amerikanische Markt reagierte jedoch nur sehr verhalten. Eine Rolle spielte wohl auch Raffertys zunehmende Abneigung, live aufzutreten, sowie seine Schweigsamkeit im Umgang mit den Medien; dennoch gelang ein Wechsel des Plattenlabels zu Polydor. Die mittelschnelle und für Rafferty untypische Country-Nummer Don’t Give Up on Me war weiterhin ein von BBC Radio 2 oft gespieltes Lied aus dem aufwändig produzierten Album On a Wing and a Prayer (1992), darunter einige Lieder wiedervereint mit Joe Egan von Stealer’s Wheel als Hintergrund-Sänger, ebenso zehn Jahre später eine Beinahe-Reunion mit Billy Connolly (The Humblebums) auf dessen Album Glasgow Accents (Stories and Songs). On a Wing and a Prayer verkaufte sich nur unbefriedigend, vielleicht weil diese voll digitalisierte Produktion hauptsächlich für den Kopfhörergebrauch zugeschnitten war und ihre Reize auf älteren Analoganlagen nur unvollkommen entfalten konnte. An dem Album war auch Raffertys Bruder Jim als Begleitsänger, Songwriter und Albumdesigner beteiligt.
Das 1994er Album Over My Head war mäßig erfolgreich und konnte nicht mehr an einstige Glanzzeiten anknüpfen. Seine letzten Versuche für einen kommerziellen Anschlusserfolg waren das musikalisch vielschichtige Another World (2000) und die Compilation Please Sing a Song for Us (2004), die zunächst nur über die 2006 eingestellte Website von Gerry Rafferty erhältlich waren. Das Schallplattencover von Another World stammt von John (Patrick) Byrne, der auch die Cover von City to City, Night Owl und Snakes and Ladders, Can I Have My Money Back und die der beiden ersten Alben von Stealers Wheel gestaltet hatte.

### Die letzten Jahre
Rafferty lebte bis 2005 alleinstehend in seinem Haus im Londoner Stadtteil Hampstead. Nach einem durch übermäßigen Alkoholkonsum verursachten Zusammenbruch wurde er in eine Entzugsklinik der schottischen Kirche eingewiesen. Im Juli 2008 mietete er eine Suite in einem Londoner Fünf-Sterne-Hotel und fiel dort negativ auf. Am 25. Juli wurde er wegen Leberproblemen stationär im Londoner St Thomas’ Hospital aufgenommen. Vom 1. August 2008 an galt er als vermisst, nachdem er aus seinem Krankenzimmer spurlos verschwunden war. Bis Mitte Februar 2009 bestand der Verdacht einer Entführung, der von der BBC ausgeräumt werden konnte; so soll Rafferty die ganze Zeit über in einem Landhaus in der Toskana gelebt und auch an einem neuen Album gearbeitet haben. Schon ein Teil der Aufnahmen zum poetischen Album Another World, das erst 2003 in einer Luxusedition von 15.000 Exemplaren weltweit auf CD erschien, war in der Toskana und auf der Karibikinsel Barbados entstanden. Am 27. November 2009 wurde das neue Album Life Goes On veröffentlicht. Es beinhaltet Neuaufnahmen von Stücken aus den vorigen drei Alben sowie neue Lieder, die aber nicht ausschließlich aus Raffertys Feder stammen, wie beispielsweise ein Beatles-Cover aus dem Album Abbey Road oder einige Weihnachtslieder (u. a. Silent Night).
Gerry Rafferty starb am 4. Januar 2011 im englischen Stroud an Leber- und Nierenversagen. Seine Asche wurde auf Iona verstreut.

## Diskografie

### Studioalben
| Jahr | Titel                     | Höchstplatzierung, Gesamtwochen, AuszeichnungChartplatzierungen (Jahr, Titel, Platzierungen, Wochen, Auszeichnungen, Anmerkungen) | Höchstplatzierung, Gesamtwochen, AuszeichnungChartplatzierungen (Jahr, Titel, Platzierungen, Wochen, Auszeichnungen, Anmerkungen) | Höchstplatzierung, Gesamtwochen, AuszeichnungChartplatzierungen (Jahr, Titel, Platzierungen, Wochen, Auszeichnungen, Anmerkungen) | Höchstplatzierung, Gesamtwochen, AuszeichnungChartplatzierungen (Jahr, Titel, Platzierungen, Wochen, Auszeichnungen, Anmerkungen) | Höchstplatzierung, Gesamtwochen, AuszeichnungChartplatzierungen (Jahr, Titel, Platzierungen, Wochen, Auszeichnungen, Anmerkungen) | Anmerkungen                          |
| Jahr | Titel                     | DE | AT | CH | UK | US | Anmerkungen                          |
| ---- | ------------------------- | --- | --- | --- | --- | --- | ------------------------------------ |
| 1971 | Can I Have My Money Back? | — | — | — | — | — | Erstveröffentlichung: 1971           |
| 1978 | City to City              | DE3 (22 Wo.)DE | AT8 (8 Wo.)AT | — | UK6 Gold · (37 Wo.)UK | US1 Platin · (49 Wo.)US | Erstveröffentlichung: Januar 1978    |
| 1979 | Night Owl                 | DE18 (13 Wo.)DE | — | — | UK9 Gold · (23 Wo.)UK | US29 Gold · (21 Wo.)US | Erstveröffentlichung: Juni 1979      |
| 1980 | Snakes and Ladders        | DE34 (8 Wo.)DE | — | — | UK15 Silber · (9 Wo.)UK | US61 (9 Wo.)US | Erstveröffentlichung: April 1980     |
| 1982 | Sleepwalking              | — | — | — | UK39 (4 Wo.)UK | — | Erstveröffentlichung: September 1982 |
| 1988 | North & South             | DE20 (16 Wo.)DE | — | CH16 (6 Wo.)CH | UK43 (4 Wo.)UK | — | Erstveröffentlichung: April 1988     |
| 1992 | On a Wing & a Prayer      | DE87 (7 Wo.)DE | — | — | UK73 (1 Wo.)UK | — | Erstveröffentlichung: Dezember 1992  |
| 1994 | Over My Head              | — | — | — | — | — | Erstveröffentlichung: 1994           |
| 2000 | Another World             | DE78 (1 Wo.)DE | — | — | — | — | Erstveröffentlichung: 2000           |
| 2009 | Life Goes On              | — | — | — | — | — | Erstveröffentlichung: November 2009  |
| 2021 | Rest in Blue              | — | — | CH63 (1 Wo.)CH | UK73 (1 Wo.)UK | — | Erstveröffentlichung: September 2021 |

grau schraffiert: keine Chartdaten aus diesem Jahr verfügbar

### Kompilationen
| Jahr | Titel                                           | Höchstplatzierung, Gesamtwochen, AuszeichnungChartplatzierungen (Jahr, Titel, Platzierungen, Wochen, Auszeichnungen, Anmerkungen) | Höchstplatzierung, Gesamtwochen, AuszeichnungChartplatzierungen (Jahr, Titel, Platzierungen, Wochen, Auszeichnungen, Anmerkungen) | Anmerkungen                |
| Jahr | Titel                                           | DE | UK | Anmerkungen                |
| ---- | ----------------------------------------------- | --- | --- | -------------------------- |
| 1989 | Right Down the Line: The Best of Gerry Rafferty | DE62 (11 Wo.)DE | — | Erstveröffentlichung: 1989 |
| 1995 | One More Dream: The Very Best of Gerry Rafferty | — | UK17 Gold · (20 Wo.)UK | Erstveröffentlichung: 1995 |

Weitere Kompilationen
- 1974: Gerry Rafferty Revisited
- 1978: Stuck in the Middle with You – The Best of Stealers Wheel (mit Joe Egan)
- 1978: Gerry Rafferty
- 1981: Can I Have My Money Back?
- 1984: Baker Street
- 1984: The First Chapter
- 1986: Early Collection – Songs taken from the Albums Gerry Rafferty and Can I Have my Money Back
- 1988: Blood and Glory
- 1990: The Best Of (Stealers Wheel feat. Gerry Rafferty)
- 1993: The Best of Gerry Rafferty (UK: Gold)
- 1995: The Early Years
- 1995: The Collection
- 1996: Best of the Humblebums (mit Billy Connolly)
- 1997: Clowns to the Left, Jokers to the Right 1970–1982
- 1997: Gerry Rafferty and Stealers Wheel (mit Stealers Wheel)
- 1997: Baker Street / The Best of Gerry Rafferty (UK: Gold)
- 2000: Can I Have My Money Back? The Best Of (mit The New Humblebums)
- 2006: Days Gone Down: The Anthology 1970–1982
- 2007: City to City / Night Owl
- 2011: Essential
- 2011: Collected (mit Stealers Wheel)
- 2012: Snakes and Ladders / Sleepwalking

### Singles
| Jahr | Titel Album                                       | Höchstplatzierung, Gesamtwochen, AuszeichnungChartplatzierungen (Jahr, Titel, Album, Platzierungen, Wochen, Auszeichnungen, Anmerkungen) | Höchstplatzierung, Gesamtwochen, AuszeichnungChartplatzierungen (Jahr, Titel, Album, Platzierungen, Wochen, Auszeichnungen, Anmerkungen) | Höchstplatzierung, Gesamtwochen, AuszeichnungChartplatzierungen (Jahr, Titel, Album, Platzierungen, Wochen, Auszeichnungen, Anmerkungen) | Höchstplatzierung, Gesamtwochen, AuszeichnungChartplatzierungen (Jahr, Titel, Album, Platzierungen, Wochen, Auszeichnungen, Anmerkungen) | Höchstplatzierung, Gesamtwochen, AuszeichnungChartplatzierungen (Jahr, Titel, Album, Platzierungen, Wochen, Auszeichnungen, Anmerkungen) | Anmerkungen                           |
| Jahr | Titel Album                                       | DE | AT | CH | UK | US | Anmerkungen                           |
| ---- | ------------------------------------------------- | --- | --- | --- | --- | --- | ------------------------------------- |
| 1978 | Baker Street City to City                         | DE3 (28 Wo.)DE | AT4 (24 Wo.)AT | CH2 (17 Wo.)CH | UK3 Platin · (20 Wo.)UK | US2 Gold · (20 Wo.)US | Erstveröffentlichung: 3. Februar 1978 |
| 1978 | Right Down the Line City to City                  | — | — | — | UK— SilberUK | US12 (15 Wo.)US | Erstveröffentlichung: Juli 1978       |
| 1978 | Home and Dry City to City                         | — | — | — | — | US28 (13 Wo.)US | Erstveröffentlichung: 1978            |
| 1979 | Night Owl                                         | — | — | — | UK5 Silber · (13 Wo.)UK | — | Erstveröffentlichung: Mai 1979        |
| 1979 | Days Gone Down Night Owl                          | — | — | — | — | US17 (10 Wo.)US | Erstveröffentlichung: 1979            |
| 1979 | Get It Right Next Time Night Owl                  | — | — | — | UK30 (9 Wo.)UK | US21 (13 Wo.)US | Erstveröffentlichung: 1979            |
| 1980 | Bring It All Home Snakes and Ladders              | — | — | — | UK54 (4 Wo.)UK | — | Erstveröffentlichung: 1980            |
| 1980 | The Royal Mile (Sweet Darlin’) Snakes and Ladders | — | — | — | UK67 (2 Wo.)UK | US54 (8 Wo.)US | Erstveröffentlichung: 1980            |
| 1992 | Don’t Give Up on Me On a Wing & a Prayer          | DE51 (17 Wo.)DE | — | — | — | — | Erstveröffentlichung: 1992            |
| 1994 | A New Beginning Over My Head                      | DE67 (7 Wo.)DE | — | — | — | — | Erstveröffentlichung: 1994            |

Weitere Singles
- 1971: Can I Have My Money Back?
- 1977: City to City
- 1978: Whatever’s Written in Your Heart
- 1978: The Ark
- 1982: Sleepwalking
- 1988: Shipyard Town
- 1990: Baker Street (Remix)
- 1992: It’s Easy to Talk
- 1992: Don’t Give Up on Me
- 1992: Get Out of My Life Woman
- 2003: Keep It to Yourself
- 2021: Slow Down
- 2021: Lost Highway

## Auszeichnungen für Musikverkäufe
| Goldene Schallplatte - Kanada - 1978: für die Single Baker Street - Neuseeland - 1978: für das Album City to City - Niederlande - 1978: für das Album City to City | Platin-Schallplatte - Kanada - 1979: für das Album Night Owl - Neuseeland - 2022: für die Single Baker Street 2× Platin-Schallplatte - Kanada - 1979: für das Album City to City |

Anmerkung: Auszeichnungen in Ländern aus den Charttabellen bzw. Chartboxen sind in ebendiesen zu finden.
| Land/RegionAuszeichnungen für Musikverkäufe (Land/Region, Auszeichnungen, Verkäufe, Quellen) | Silber     | Gold       | Platin     | Verkäufe  | Quellen                       |
| -------------------------------------------------------------------------------------------- | ---------- | ---------- | ---------- | --------- | ----------------------------- |
| Kanada (MC)                                                                                  | —          | Gold1      | 2× Platin2 | 350.000   | musiccanada.com               |
| Neuseeland (RMNZ)                                                                            | —          | Gold1      | Platin1    | 40.000    | aotearoamusiccharts.co.nz NZ2 |
| Niederlande (NVPI)                                                                           | —          | Gold1      | —          | 50.000    | nvpi.nl                       |
| Vereinigte Staaten (RIAA)                                                                    | —          | 2× Gold2   | Platin1    | 2.500.000 | riaa.com                      |
| Vereinigtes Königreich (BPI)                                                                 | 3× Silber3 | 5× Gold5   | Platin1    | 1.710.000 | bpi.co.uk                     |
| Insgesamt                                                                                    | 3× Silber3 | 10× Gold10 | 5× Platin5 |           |                               |